# Zgrada, Tomislavov trg 3 (Samobor)
Zgrada na Tomislavovom trgu 3, građevina u mjestu i gradu Samobor, zaštićeno kulturno dobro.

## Opis
Građevina je stambeno-poslovna jednokatna uglovnica smještena na sjevernoj strani trga. Izvorno je bila prizemnica zabatom orijentirana na gradski trg o čemu svjedoči sloj gradnje iz 18. stoljeća u prizemlju s bačvastim svodovima sa šiljatim i polukružnim susvodnicama. Kat i dogradnja južnoga pročelja izvedeni u prvoj polovici 19. stoljeća. U tom su razdoblju, u duhu klasicizma, oblikovana i ulična pročelja. Povijesno je to bio prvi gradski hotel „K gradu Trstu“, a 1843. godine u kavani hotela osnovana je prva čitaonica u Samoboru. Dio prizemnih prostorija južnoga krila svođen je pruskom kapom između eliptoidnih lukova. Stropna konstrukcija kata je drveni grednik s ravnim podgledom.

## Zaštita
Pod oznakom Z-4722 zaveden je kao nepokretno kulturno dobro - pojedinačno, pravna statusa zaštićena kulturnog dobra, klasificirano kao "sakralna graditeljska baština".